# Patsuezu
O patsuezu (também conhecido como paḷḷuezo, paḷḷuezu, falieḷḷa ou nuesa ḷḷingua) é um subdialeto do asturo-leonês ocidental, falado nos concelhos asturianos de Somiedo, Brañas de Cangas del Narcea, Degaña e nas comarcas leonesas de Laciana, Ribas do Sil e Páramo do Sil.

## Características
As principais características que distinguem a esta fala do castelhano (algumas delas comuns a todas as variantes do leonês e do grupo linguístico asturo-leonês) são:
- A letra x representa um som fricativo palatal surdo.[4] Ex.: xeitu, xente, xugu, xiláu, xenru, xatu e xineiru (jeito, gente, jugo, gelado, genro, jato e janeiro)
- O grupo /-li-/ latino origina "-ch-".[6] Ex.: O latim folium evolui em fuecha (em português: folha)
- Os grupos iniciais latinos /pl-,cl-,fl-/ originam "ch-".[6] Ex.: As palavras latinas flamma, pluvia e clavis evoluem em chama, chuvia e chave (em português: chama, chuva e chave).
- O grupo latino /-mb-/ conserva-se.[6] Ex.: O latim plumbum evolui em chumbu; "lumbus" em "tsombu", palumba/palomba (em português: chumbo, lombo e pamba).
- O /f-/ inicial latina conserva-se.[6] Ex.: O latim fartus evolui em fartu (em português: farto).
- O /l-/ inicial latina palataliza no alófono africado surdo popularmente conhecido como "Ḷḷ (che vaqueira)" e que tradicionalmente se representou com as grafías "ts".[6][7]
- Esta variante mantém o artigo em posição anteposta ao deteminante posesivo.[6] Ex.: A mia fuecha (em português: a minha folha).Vista de Caboalhes de Baixo, lugar no vale de Laciana.

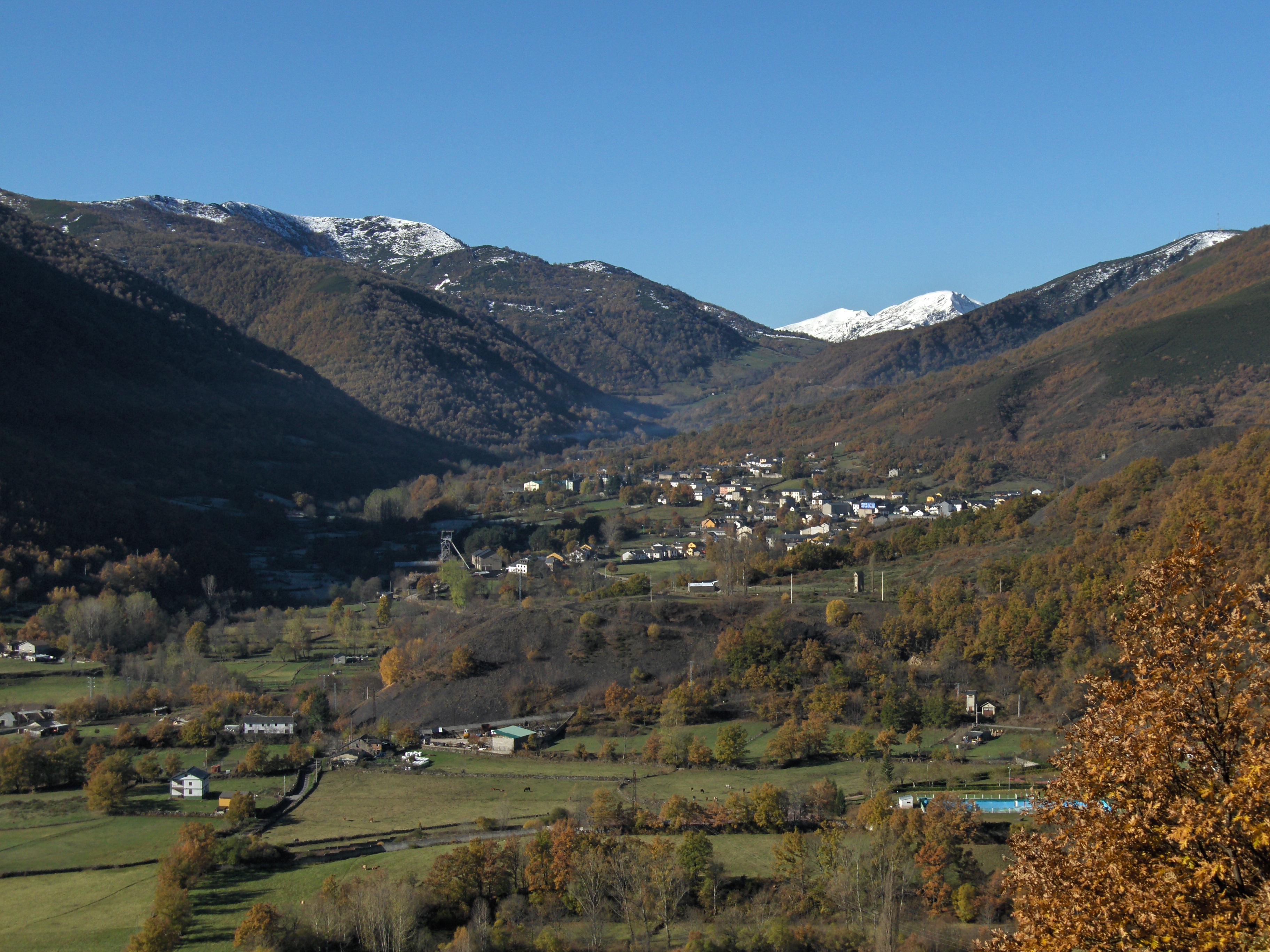
Vista de Caboalhes de Baixo, lugar no vale de Laciana.

## Amostra de texto
Na esculina nacionale nun nos enseñanun nada de falieḷḷa. Namás las cuatro reglas, ya gracias! Peru a muitas nenas ya nenos nin siquiera-ḷḷys tocóu esu. Cun guardare ganáu ya yir a sirvire cumplienun p'anus conu que-ḷḷys mandanun los sous padres. Tuviénunnos amurmuxaos, sin danos la oportunidá, nun siendo la de destripare los turrones un campu la fami, muitu ḷḷuenxi del outru campu de las ḷḷetras que daqueḷḷa taba namás reserváu pa los escochidos pul dineiru. Alredor de las nuesas montañas, en tou esti tiempu naide escribíu sobre las alcordanzas ou pulu menos nun cheganun aiquí los ḷḷibros. Peru un bon día, benditu seya! víu la ḷḷuz "La nuesa ḷḷingua". Detrás fonun chegandu outros cincu ḷḷibrus. Al ḷḷeelos hubu ḷḷeutores que volvienun a vere la sienda del resplandore convirtiendu'l pasáu olvidadizu nuna singladura en defensa de la falieḷḷa. L'anantias ya l'agora. Severiano Álvarez.